# Municipio de Bristol (condado de Morgan)
El municipio de Bristol (en inglés: Bristol Township) es un municipio ubicado en el condado de Morgan en el estado estadounidense de Ohio. En el año 2010 tenía una población de 191 habitantes y una densidad poblacional de 1,91 personas por km².

## Geografía
El municipio de Bristol se encuentra ubicado en las coordenadas 39°43′43″N 81°46′18″O / 39.72861, -81.77167. Según la Oficina del Censo de los Estados Unidos, el municipio tiene una superficie total de 99,83 km², de la cual 97,63 km² corresponden a tierra firme y (2,21%) 2,2 km² es agua.

## Demografía
Según el censo de 2010, había 191 personas residiendo en el municipio de Bristol. La densidad de población era de 1,91 hab./km². De los 191 habitantes, el municipio de Bristol estaba compuesto por el 96,34% blancos, el 0,52% eran afroamericanos y el 3,14% pertenecían a dos o más razas. Del total de la población el 1,57% eran hispanos o latinos de cualquier raza.